# Ююй
Юю́й (кит. упр. 右玉, пиньинь Yòuyù) — уезд городского округа Шочжоу провинции Шаньси (КНР).

## История
При империи Мин в 1409 году был создан Юский караул (右卫). В 1449 году он был объединён с Юйлиньским караулом (玉林卫) в Ююйлиньский караул (右玉林卫). При империи Цин название было сокращено до Ююйского караула (右玉卫), а в 1725 году караул был преобразован в уезд.
После образования КНР уезд был передан в состав провинции Чахар. В 1952 году провинция Чахар была расформирована, и 13 уездов, переданных в состав провинции Шаньси, были объединены в Специальный район Ябэй (雁北专区). В 1958 году уезд Ююй был присоединён к уезду Цзоюнь. В 1959 году Специальный район Ябэй и Специальный район Синьсянь (忻县地区) были объединены в Специальный район Цзиньбэй (晋北专区). В 1961 году Специальный район Цзиньбэй был вновь разделён на Специальный район Ябэй и Специальный район Синьсянь; и уезд Ююй, вновь выделенный из уезда Цзоюнь, опять оказался в составе Специального района Ябэй. В 1970 году Специальный район Ябэй был переименован в Округ Ябэй (雁北地区).
В 1993 году округ Ябэй был расформирован, и уезд был передан в состав городского округа Шочжоу.

## Административное деление
Уезд делится на 4 посёлка и 6 волостей.